# Deutsche Cadre-47/2-Meisterschaft 1981/82

Veranstaltungsort: Spiesen-Elversberg

Die Deutsche Cadre-47/2-Meisterschaft 1981/82 ist eine Billard-Turnierserie und fand am 8. November 1981 in Spiesen-Elversberg zum 52. Mal statt.

## Geschichte
Der Billard-Verband Saar als lokaler Ausrichter organisierte die Dreiband-Meisterschaft in den Vereinsräumen des BC 1921 Elversberg.
Für die Deutschen Meisterschaften wurde ein neues Spielsystem eingeführt. Erst wurden drei regionale Qualifikationsturniere gespielt. Die jeweiligen Sieger und der Titelverteidiger bestritten das Endturnier.
Auch mit neuem Spielsystem war der Bochumer Klaus Hose nicht zu stoppen. Mit zwei ungefährdeten Siegen gewann er den DM-Titel im Cadre 47/2. Etwas überraschend wurde der Dortmunder Hans Wernikowski Zweiter vor dem höher eingeschätzten Velberter Thomas Wildförster.

## Modus
Gespielt wurde in den Qualifikationsgruppen bis 300 Punkte oder 15 Aufnahmen. In der Endrunde wurden zwei Gewinnsätze bis 150 Punkte gespielt. Das gesamte Turnier wurde mit Nachstoß gespielt. Die Endplatzierung ergab sich aus folgenden Kriterien:
1. Matchpunkte
2. Generaldurchschnitt (GD)
3. Höchstserie (HS)

## Turnierverlauf
| #                          | Name                        | MP  | GD    | BED   | HS  |
| -------------------------- | --------------------------- | --- | ----- | ----- | --- |
| 1                          | Klaus Müller (Neunkirchen)  | 4:2 | 26,07 | 33,33 | 215 |
| 2                          | Klaus Bosel (Elversberg)    | 4:2 | 18,05 | 42,85 | 174 |
| 3                          | Fritz Günther (Neunkirchen) | 2:4 | 14,56 | 19,33 | 098 |
| 4                          | Kurt Wagner (München)       | 2:4 | 10,97 | 12,60 | 059 |
| Turnierdurchschnitt: 16,59 |                             |     |       |       |     |

| MP    | Match Punkte (Sieger = 2; Unentschieden = 1; Verlierer = 0) |
| SV    | Satzverhältnis (nur bei Turnieren im Satzsystem)            |
| Pkte. | Erzielte Karambolagen                                       |
| Aufn. | benötigte Aufnahmen                                         |
| GD    | Generaldurchschnitt                                         |
| MGD   | Mannschafts-Generaldurchschnitt                             |
| BED   | Bester Einzeldurchschnitt eines Spielers                    |
| BEMD  | Bester Einzeldurchschnitt einer Mannschaft                  |
| BSD   | Bester Satzdurchschnitt eines Spielers                      |
| HS    | Höchstserie                                                 |
| WRP   | Weltranglistenpunkte                                        |

| #                          | Name                         | MP  | GD    | BED    | HS  |
| -------------------------- | ---------------------------- | --- | ----- | ------ | --- |
| 1                          | Thomas Wildförster (Velbert) | 6:0 | 50,00 | 300,00 | 300 |
| 2                          | Dieter Wirtz (Duisburg)      | 4:2 | 35,64 | 37,50  | 244 |
| 3                          | Hans Büdding (Duisburg)      | 2:4 | 17,37 | 17,46  | 080 |
| 4                          | Dieter Fischer (Brand)       | 0:6 | 7,89  | –      | 036 |
| Turnierdurchschnitt: 23,73 |                              |     |       |        |     |

| MP    | Match Punkte (Sieger = 2; Unentschieden = 1; Verlierer = 0) |
| SV    | Satzverhältnis (nur bei Turnieren im Satzsystem)            |
| Pkte. | Erzielte Karambolagen                                       |
| Aufn. | benötigte Aufnahmen                                         |
| GD    | Generaldurchschnitt                                         |
| MGD   | Mannschafts-Generaldurchschnitt                             |
| BED   | Bester Einzeldurchschnitt eines Spielers                    |
| BEMD  | Bester Einzeldurchschnitt einer Mannschaft                  |
| BSD   | Bester Satzdurchschnitt eines Spielers                      |
| HS    | Höchstserie                                                 |
| WRP   | Weltranglistenpunkte                                        |

| #                          | Name                         | MP  | GD    | BED   | HS  |
| -------------------------- | ---------------------------- | --- | ----- | ----- | --- |
| 1                          | Hans Wernikowski (Dortmund)  | 6:0 | 36,00 | 42,85 | 208 |
| 2                          | Peter Uhlenbrock (Gütersloh) | 4:2 | 13,59 | 16,53 | 112 |
| 3                          | Heinz Janzan (Bottrop)       | 2:4 | 10,94 | 13,33 | 060 |
| 4                          | Jürgen Diehle (Dortmund)     | 0:6 | 7,61  | –     | 057 |
| Turnierdurchschnitt: 15,19 |                              |     |       |       |     |

| MP    | Match Punkte (Sieger = 2; Unentschieden = 1; Verlierer = 0) |
| SV    | Satzverhältnis (nur bei Turnieren im Satzsystem)            |
| Pkte. | Erzielte Karambolagen                                       |
| Aufn. | benötigte Aufnahmen                                         |
| GD    | Generaldurchschnitt                                         |
| MGD   | Mannschafts-Generaldurchschnitt                             |
| BED   | Bester Einzeldurchschnitt eines Spielers                    |
| BEMD  | Bester Einzeldurchschnitt einer Mannschaft                  |
| BSD   | Bester Satzdurchschnitt eines Spielers                      |
| HS    | Höchstserie                                                 |
| WRP   | Weltranglistenpunkte                                        |

### Finalrunde
| Name               | MP  | SP  | 1. Satz | 2. Satz | 3. Satz | Pkte. | Aufn. | GD    | BSD    | HS  |
| ------------------ | --- | --- | ------- | ------- | ------- | ----- | ----- | ----- | ------ | --- |
| Halbfinale         |     |     |         |         |         |       |       |       |        |     |
| Klaus Hose         | 2:0 | 4:0 | 150(5)  | 150(3)  |         | 300   | 8     | 37,50 | 50,00  | 148 |
| Klaus Müller       | 0:2 | 0:4 | 104(5)  | 18(3)   |         | 122   | 8     | 15,25 | –      | 60  |
| Thomas Wildförster | 0:2 | 0:4 | 28(1)   | 42(4)   |         | 70    | 5     | 14,00 | –      | 38  |
| Hans Wernikowski   | 2:0 | 4:0 | 150(1)  | 150(4)  |         | 300   | 5     | 60,00 | 150,00 | 150 |
| Spiel um Platz 3   |     |     |         |         |         |       |       |       |        |     |
| Klaus Müller       | 0:2 | 0:4 | 148(5)  | 18(3)   |         | 166   | 8     | 20,75 | –      | 49  |
| Thomas Wildförster | 2:0 | 4:0 | 150(5)  | 150(3)  |         | 300   | 8     | 37,50 | 50,00  | 97  |
| Finale             |     |     |         |         |         |       |       |       |        |     |
| Klaus Hose         | 2:0 | 4:0 | 150(5)  | 150(2)  |         | 300   | 7     | 42,85 | 75,00  | 148 |
| Hans Wernikowski   | 0:2 | 0:4 | 88(5)   | 49(2)   |         | 137   | 7     | 19,57 | –      | 49  |

### Abschlusstabelle
| MP    | Match Points (Sieger = 2; Unentschieden = 1; Verlierer = 0) |
| Pkte. | Erzielte Karambolagen                                       |
| Aufn. | Benötigte Versuche                                          |
| GD    | Generaldurchschnitt                                         |
| BED   | Bester Einzeldurchschnitt eines Spielers                    |
| HS    | Höchstserie                                                 |
|       | Bester GD des Turniers                                      |
|       | Bester ED des Turniers                                      |
|       | Beste HS des Turniers                                       |
|       | 1. Platz (Gold)                                             |
|       | 2. Platz (Silber)                                           |
|       | 3. Platz (Bronze)                                           |

| Endklassement              | Endklassement                | Endklassement | Endklassement | Endklassement | Endklassement | Endklassement | Endklassement | Endklassement | Endklassement |
| Platz                      | Name                         | MP            | SP            | Pkt.          | Aufn.         | GD            | BED           | BSD           | HS            |
| -------------------------- | ---------------------------- | ------------- | ------------- | ------------- | ------------- | ------------- | ------------- | ------------- | ------------- |
| 1                          | Klaus Hose (Bochum)          | 4:0           | 8:0           | 600           | 15            | 40,00         | 42,85         | 75,00         | 148           |
| 2                          | Hans Wernikowski (Dortmund)  | 2:2           | 4:4           | 437           | 12            | 36,41         | 60,00         | 150,00        | 150           |
| 3                          | Thomas Wildförster (Velbert) | 2:2           | 4:4           | 370           | 13            | 28,46         | 37,50         | 50,00         | 97            |
| 4                          | Klaus Müller (Neunkirchen)   | 0:4           | 0:8           | 288           | 16            | 18,00         | –             | –             | 30            |
| Turnierdurchschnitt: 30,26 |                              |               |               |               |               |               |               |               |               |